# Edward Felix Norton
Edward Felix Norton (21 février 1884 – 3 novembre 1954) est un officier et alpiniste britannique. Il est initié à l'alpinisme dans les Alpes par son grand-père Alfred Wills. Il participe aux expéditions britanniques sur l'Everest de 1922 et 1924.

## Expéditions à l'Everest

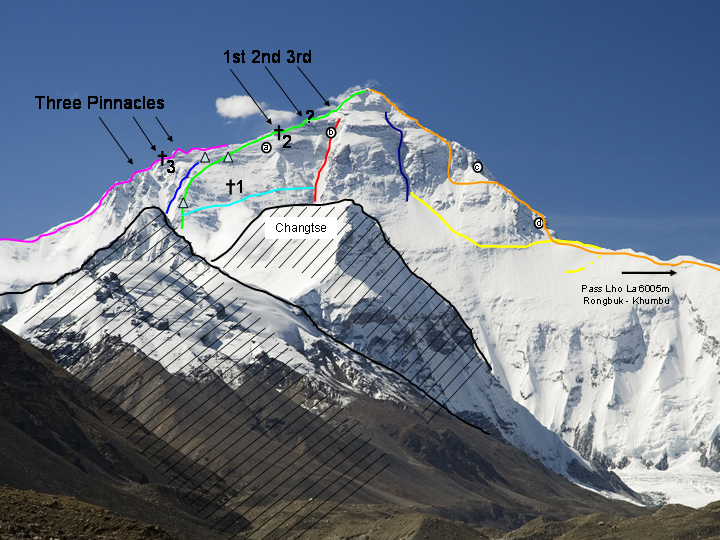
Vue de la face nord de l'Everest. En rouge, l'itinéraire de Norton en 1924 ; en (b), l'altitude 8572 m, point le plus haut atteint par Norton.

Hostile à l'utilisation de l'oxygène, il parvient à atteindre en 1922, sans recours à celle-ci, l'altitude de 8 225 m.
En 1924, il est amené à remplacer au commandement Charles Granville Bruce qui souffre de malaria. Lors de cette expédition, il monte sans oxygène jusqu'à 8 570 m d'altitude (record qui ne fut dépassé qu'en 1952). Il ne tente pas de suivre l'arête nord-est de l'Everest (à l'époque la voie normale pour les tentatives d'accès au sommet), mais coupe en diagonale à travers les Bandes Jaunes et jusqu'au fameux couloir qui porte maintenant son nom : le couloir Norton. Quelques jours plus tard, il s'occupe de gérer les disparitions de George Mallory et Andrew Irvine, aperçus pour la dernière fois le 8 juin 1924 vers 8 600 m.

## Autres expéditions
Norton visite également les Andes de Patagonie et les massifs d'Afrique du Sud.